# 仙台市立桜丘小学校
仙台市立桜丘小学校（せんだいしりつ さくらがおかしょうがっこう）は、宮城県仙台市青葉区桜ケ丘8丁目にある公立小学校。略称は「桜小」（おうしょう）。2021年の児童数は440人、16学級、教職員29人。

## 概要
- 1975年4月7日開校[2]。仙台市青葉区北部の桜ケ丘団地内に仙台市立桜丘中学校と隣接して存在する。近隣には私立宮城学院、宮城県泉館山高等学校、私立仙台大学附属明成高等学校が立地し、学校が多くある。
- なお、本校の児童は上記で述べた仙台市立桜丘中学校に進学する。

## 沿革
出典
- 1975年（昭和50年）
  - 4月7日 - 開校。
  - 7月23日 - 鋼製プール完成。
- 1976年（昭和51年）3月3日 - 校旗・校歌制定披露発表会開催。
- 1977年（昭和52年）11月5日 - 留守家庭児童補助事業施設開設。
- 1979年（昭和54年）6月30日 - 開校5周年記念式典挙行。
- 1980年（昭和55年）3月10日 - 児童会の歌発表。
- 1981年（昭和56年）3月31日 - 「一・二・山」工事完了。校庭夜間照明施設完成。
- 1983年（昭和58年）4月1日 - 校木「さくら」制定。
- 1984年（昭和59年）6月30日 - 開校10周年記念式典挙行。
- 1989年（平成元年）11月11日 - 開校15周年記念式典挙行。
- 1994年（平成6年）7月2日 - 開校20周年記念式典挙行。
- 1996年（平成8年）3月31日 - プール更衣室完成。
- 1997年（平成9年）
  - 2月1日 - マイスクール桜ヶ丘開設。
  - 3月13日 - コンピュータ導入。
- 1998年（平成10年）6月1日 - 桜ヶ丘マイスクール児童館開設。
- 2001年（平成13年）4月9日 - 通級教室「きこえの教室」開設。
- 2002年（平成14年）12月5日 - ひろびろトイレ・スロープ新設。
- 2003年（平成15年）
  - 1月30日 - 校内LAN設置工事完了。
  - 6月12日 - 青葉区総合防災訓練実施会場。
- 2004年（平成16年）11月13日 - 開校30周年記念式典挙行。
- 2005年（平成17年）
  - 2月28日 - 体育館耐震工事完了。
  - 5月1日 - 学校ボランティア防犯巡視員活動開始。
- 2007年（平成19年）4月6日 - 校庭暗渠工事完了。
- 2009年（平成21年）8月7日 - 築山・遊具修理完了。
- 2013年（平成25年）11月27日 - 「防災エンスショー」開催。
- 2014年（平成26年）
  - 1月24日 - 「防犯・防災マップ作り」5年。
  - 11月1日 - 開校40周年記念式典挙行。
- 2015年（平成27年）9月27日 - 屋外放送用レピーターボックス更新。
- 2016年（平成28年）3月5日 - プールろ過装置更新。
- 2020年（令和2年）1月29日 - 校舎大規模改修工事完了。

## 所在地
〒981-0961 宮城県仙台市青葉区桜ヶ丘8丁目1番1号

## 学区
出典
- 川平2丁目（28番を除く）
- 桜ケ丘1丁目（6～42番）
- 桜ケ丘2丁目（全域）
- 桜ケ丘3丁目（全域）
- 桜ケ丘4丁目（全域）
- 桜ケ丘5丁目（全域）
- 桜ケ丘6丁目（全域）
- 桜ケ丘7丁目（全域）
- 桜ケ丘8丁目（全域）
- 桜ケ丘9丁目（全域）

## 進学先中学校
出典
- 仙台市立桜丘中学校

## 周辺
- 仙台市立桜丘中学校 - 同一敷地内。
- 仙台市桜丘保育所 - 仙台市道をはさんで、敷地が隣接。なおかつ、進学前保育所。
- 仙台市立桜ヶ丘公園 - 仙台市道をはさんで、敷地が隣接。
  - 桜ヶ丘公園以外の小中規模の公園も点在。
- 仙台市桜ヶ丘コミュニティセンター
- 宮城県警仙台北警察署桜ヶ丘駐在所
- 仙台桜ヶ丘郵便局
- 宮城学院女子大学
- 仙台大学附属明成高等学校
- 仙台市消防局青葉消防署荒巻出張所

## アクセス
- 仙台市営バス「901・S901」系統で、「桜丘小学校前」停留所下車後、学校正門まですぐそば。
- 仙台市営バス「80」・「800・S800」・「900・S900」の各系統・宮城交通バス「泉桜ヶ丘線」で、「桜ヶ丘六丁目」停留所下車後、
  - 桜ヶ丘七丁目行（市営）・宮城学院前・泉中央駅方面行（宮交）のりばから、徒歩200m・約3分。
  - 仙台駅前行（市営・宮交）・川内駅・川内営業所方面行（市営）のりばから、徒歩約200m・約3分。
    - なお、「901・S901」系統も「桜ヶ丘六丁目」停留所を通るが、「桜丘小学校前」停留所下車の方が便利である。